# Thea Dorn

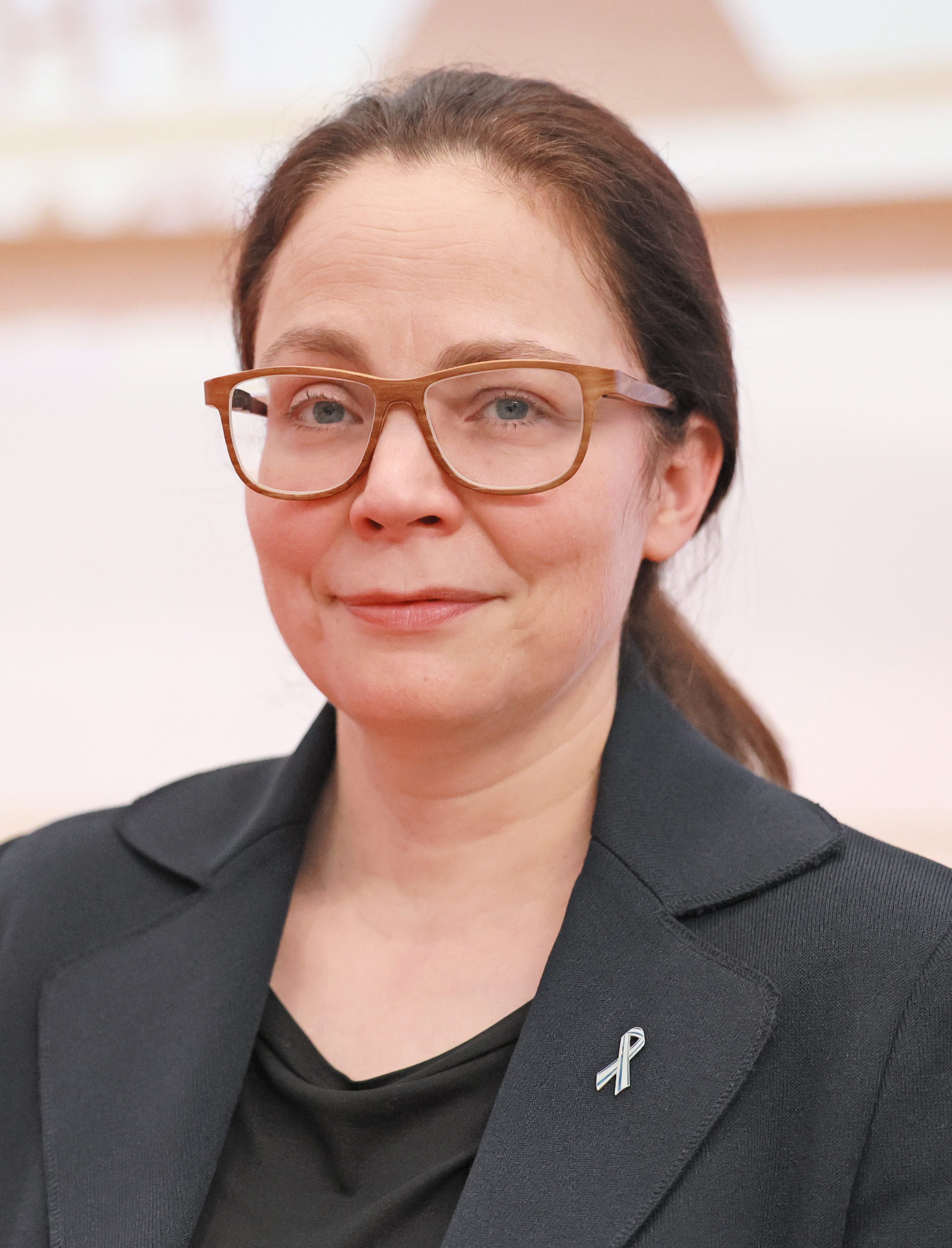
Thea Dorn (2023)

Thea Dorn (eigentlich: Christiane Scherer; * 23. Juli 1970 in Offenbach am Main) ist eine deutsche Schriftstellerin und Fernsehmoderatorin. Sie war auch als Dramaturgin tätig. Seit dem 2. November 2024 ist sie in der Nachfolge von Eva Menasse neben Deniz Yücel Sprecherin von PEN Berlin.

## Leben und Wirken
Thea Dorn wuchs in Frankfurt am Main auf. Ihre Eltern waren Volkswirte; sie hat einen Bruder. Nach dem Abitur am Lessing-Gymnasium begann sie eine Gesangsausbildung; später studierte sie Philosophie und Theaterwissenschaft in Frankfurt, Wien und Berlin. An der Freien Universität Berlin legte sie die Magisterprüfung in Philosophie mit einer Arbeit über Selbsttäuschung ab. Während dieser Zeit war sie Stipendiatin der Studienstiftung des deutschen Volkes. Anschließend arbeitete sie als wissenschaftliche Mitarbeiterin an der FU Berlin. Später wurde sie Dramaturgin und Autorin am Schauspielhaus Hannover. Ihren Künstlernamen hat sie in Anspielung auf den Philosophen Theodor W. Adorno gewählt.
Charakteristisch für ihre Krimis ist die plastische Auseinandersetzung mit Gewaltszenen. Mit Die Brut (2004) löste Dorn sich vom Krimi-Genre und konzentrierte sich auf kritisch-analysierende Milieucharakterisierungen. Im Februar 2008 erschien Mädchenmörder, der die ungewöhnliche Beziehung eines Opfers zum kaltblütigen Täter beschreibt.
2000 schrieb Dorn das Theaterstück Marleni, die Inszenierung einer Begegnung von Marlene Dietrich und Leni Riefenstahl. Das Drama wurde am 15. Januar 2000 am Deutschen Schauspielhaus Hamburg uraufgeführt. Zu den Folgen Der schwarze Troll (2003) und Familienaufstellung (2007, Ausstrahlung 2009) der ARD-Reihe Tatort verfasste sie die Drehbücher.
Im September 2006 erschien ihr erstes Sachbuch Die neue F-Klasse. Es enthält zwei Essays und elf Gespräche mit Frauen von Charlotte Roche bis Silvana Koch-Mehrin.
Von 2003 bis 2004 moderierte sie zusammen mit Dirk Schümer die Sendung Schümer und Dorn. Der Büchertalk im SWR. Seit Oktober 2004 führt sie durch die Sendung Literatur im Foyer, seit November 2008 im Wechsel mit Felicitas von Lovenberg. Von Januar 2008 bis Dezember 2009 moderierte Dorn im Wechsel mit der französischen Journalistin Isabelle Giordano die Talkshow Paris-Berlin auf dem deutsch-französischen Fernsehsender ARTE.
Unter dem Motto Hinaus ins Ungewisse! kuratierte Thea Dorn das forum:autoren beim Literaturfest München 2012.

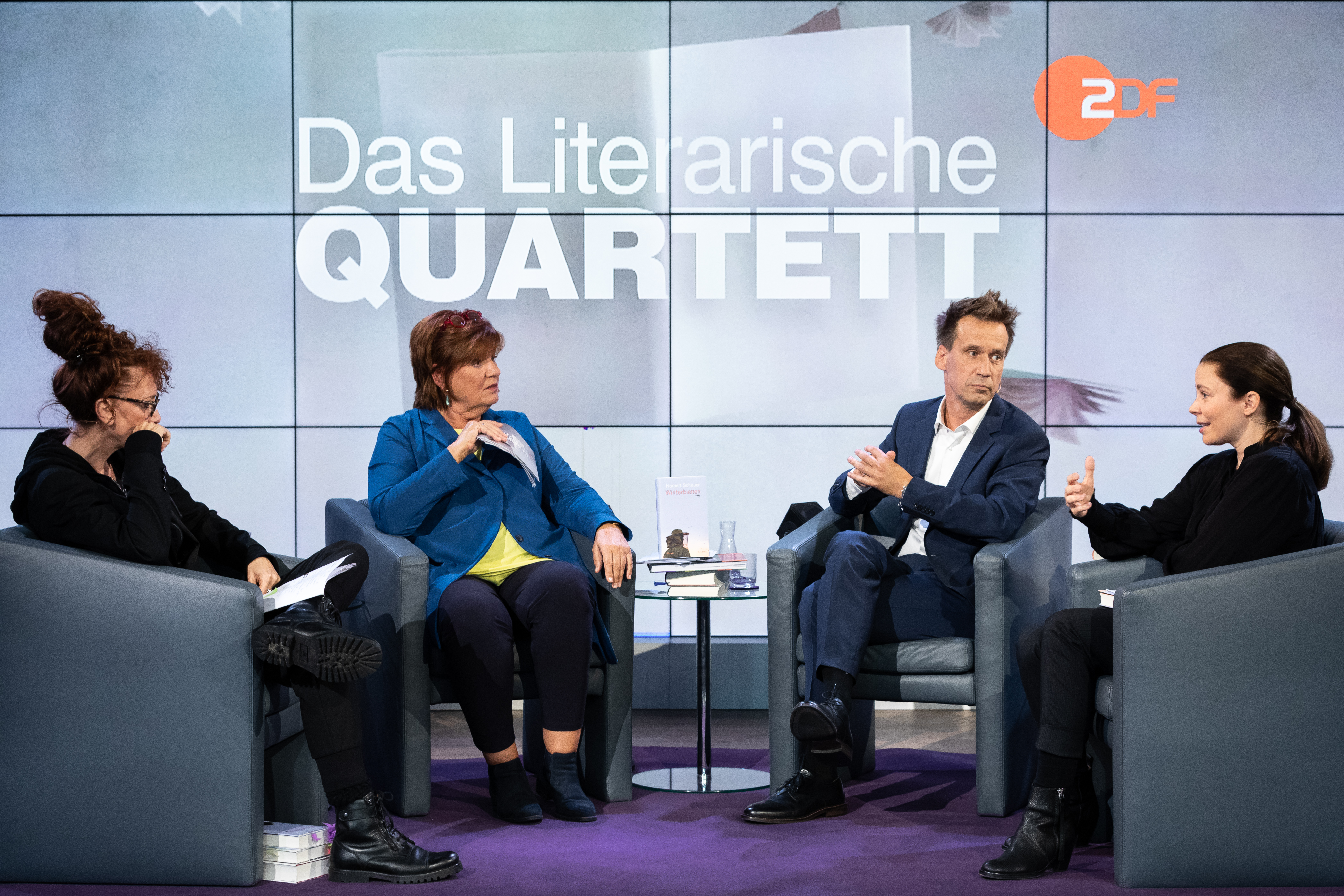
Sibylle Berg, Christine Westermann, Volker Weidermann und Thea Dorn (v. l. n. r.) bei der Sendung Das Literarische Quartett auf der Frankfurter Buchmesse (2019)

Seit März 2017 gehört Dorn zur Kritikerrunde der ZDF-Sendung Das Literarische Quartett. Nach dem Ausscheiden von Volker Weidermann und Christine Westermann übernahm sie im März 2020 die Moderation der Sendung. Von 2017 bis 2019 war Dorn zudem Jurorin beim Bayerischen Buchpreis.
Thea Dorn ist Mitglied im PEN-Zentrum Deutschland und Gründungsmitglied des PEN Berlin. Sie lebt in Berlin.

## Werke

### Bücher
- Berliner Aufklärung. Kriminalroman. Rotbuch, Hamburg 1994; Goldmann, München 2002, ISBN 3-442-45315-1.
- Ringkampf. Kriminalroman. Rotbuch, Hamburg 1996; Goldmann, München 2003, ISBN 3-442-45404-2.
- Die Hirnkönigin. Kriminalroman. Rotbuch, Hamburg 1999; Goldmann, München 2001, ISBN 3-442-44853-0.
- Marleni. Preußische Diven blond wie Stahl. Drama. Verlag der Autoren, Frankfurt am Main 2000, ISBN 3-88661-228-7.
- Ultima Ratio. Kurzgeschichten und Kolumnen. Rotbuch, Hamburg 2001; Goldmann, München 2004, ISBN 3-442-45415-8.
- Bombsong. In: Frankfurter Positionen 2001. Sechs Theaterstücke. Verlag der Autoren, Frankfurt am Main 2002, ISBN 3-88661-242-2.
- Die Kommissarinnen. Bildband (mit Gabriele Dietze). Nicolai, Berlin 2004, ISBN 3-89479-192-6.
- Die Brut. Roman. Manhattan, München 2004; Goldmann, München 2005, ISBN 3-442-46079-4.
- Die neue F-Klasse. Wie die Zukunft von Frauen gemacht wird. Essays und Interviews. Piper, München 2006; ebd. 2007, ISBN 978-3-492-25085-6.
- Mädchenmörder. Ein Liebesroman. Manhattan, München 2008; Goldmann, München 2010, ISBN 978-3-442-47156-0.
- Ach Harmonistan. Deutsche Zustände. Knaus, München 2010, ISBN 978-3-8135-0384-5.
- Die deutsche Seele. Zusammen mit Richard Wagner. Knaus, München 2011, ISBN 978-3-8135-0451-4.
- Die Unglückseligen. Roman. Knaus, München 2016. ISBN 978-3-8135-0598-6.
- Deutsch, nicht dumpf. Ein Leitfaden für aufgeklärte Patrioten. Knaus, München 2018, ISBN 978-3-8135-0810-9.
- Trost. Briefe an Max. Penguin, München 2021, ISBN 978-3-328-60173-9.

### Theaterstücke
- Franziska nach Frank Wedekind. Drama. UA: Schauspielhaus Hannover, 2000
- Marleni. Preußische Diven blond wie Stahl. Drama. UA: Deutsches Schauspielhaus Hamburg, 2000
- Nike. Stück über eine Serienmörderin. UA: Schauspielhaus Hannover, 2001, Theater K Aachen Januar 2019
- Bombsong. Monodram über das Innenleben einer Selbstmordattentäterin. UA: Theaterhaus Stuttgart 2002; Audio-CD 2002, ISBN 3-88030-040-2.

### Filme
- Au cœur de la nuit. Durch die Nacht mit Fatih Akın, Filmregisseur & Thea Dorn, Schriftstellerin und Dramatikerin. Film von Peter Scholl und Hanna Leissner. 58 Min. Filmbericht, Deutschland 2003 (Mainz, ZDF).
- Tatort. Der schwarze Troll. Fernsehspiel mit Sabine Postel und Oliver Mommsen. Buch: Thea Dorn. Regie: Vanessa Jopp. Deutschland 2003 (ARD, gesendet am 25. Mai 2003).
- Tatort. Familienaufstellung. Fernsehspiel mit Sabine Postel, Oliver Mommsen und Erol Sander. Buch: Thea Dorn und Seyran Ateş. Regie: Mark Schlichter. Deutschland 2009 (ARD, gesendet am 8. Februar 2009).
- Männertreu (Fernsehfilm)

### Hörspiele
- Marleni. Preußische Diven blond wie Stahl. Nach dem gleichnamigen Theaterstück. Regie: Jörg Jannings (Sender Freies Berlin / Ostdeutscher Rundfunk Brandenburg / Radio Bremen 1998)
- Ringkampf. Nach dem gleichnamigen Kriminalroman. Regie: Christoph Dietrich, Bearbeitung: Regine Ahrem. (Deutschlandradio 1999)

## Auszeichnungen

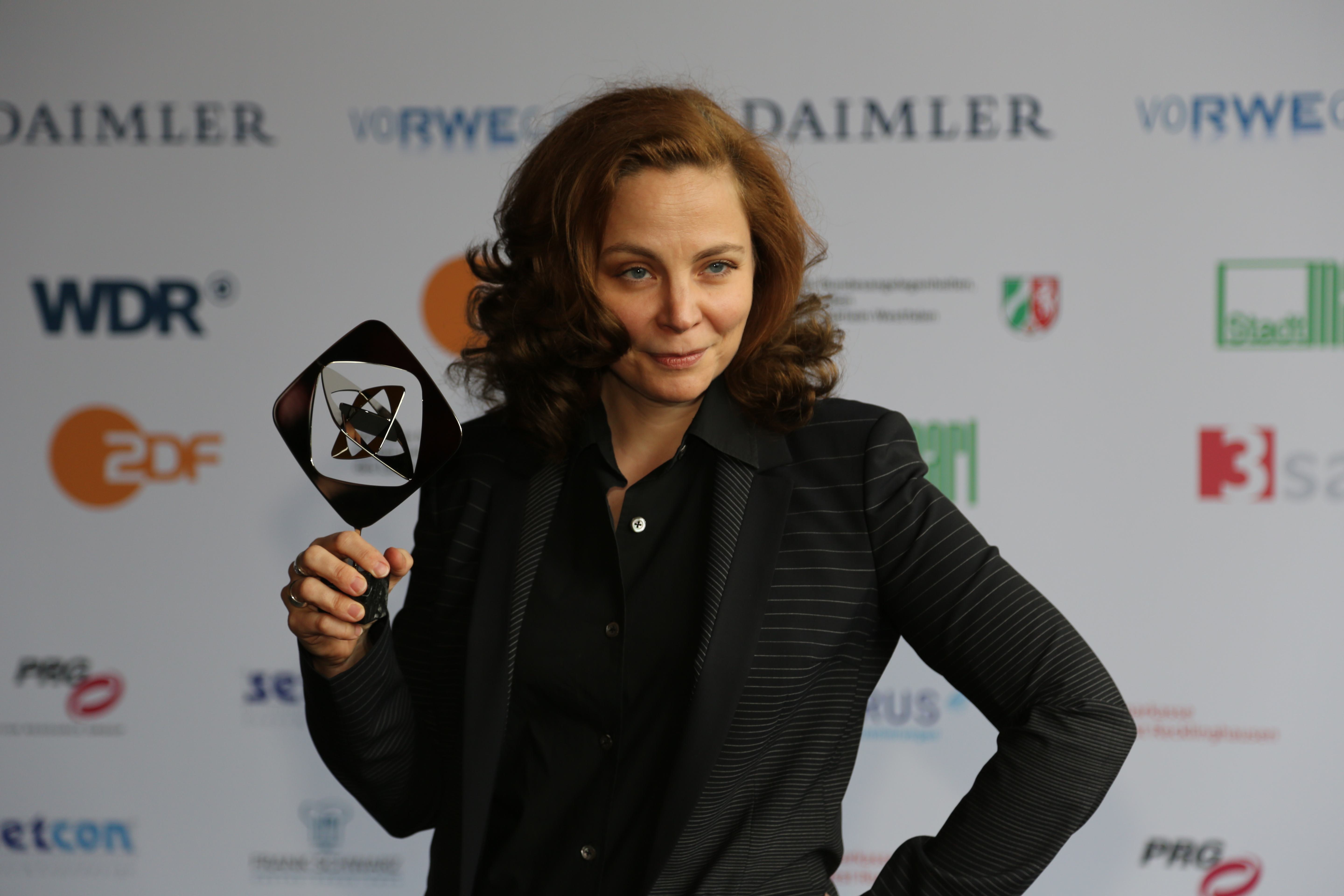
Thea Dorn bei der Grimme-Preis-Verleihung (2015)

- 1995: Marlowe für Berliner Aufklärung
- 2000: Deutscher Krimi Preis für Die Hirnkönigin
- 2003: Krimifuchs, Berliner Krimipreis[13]
- 2014: Deutscher Fernsehpreis für das Drehbuch zum Filmdrama Männertreu in der Kategorie Bester Fernsehfilm
- 2015: Grimme-Preis für das Drehbuch zum Filmdrama Männertreu in der Sparte Fiktion
- 2016: Literaturpreis der Stahlstiftung Eisenhüttenstadt
- 2023: Julius-Campe-Preis

## Rezeption
- Meine Lehrjahre: Thea Dorn. In: Die Zeit, Nr. 51/2001
- Der Feminismus stagniert. In: taz, 18. November 2006; Interview
- Thomas Brose: Lob der Sterblichkeit. Leben, lieben und sterben in Thea Dorns Roman „Die Unglückseligen“, in: Herder Korrespondenz Spezial 2/2017, S. 55f.